# Інститут електрозварювання імені Є. О. Патона НАН України
Інститут електрозварювання імені Є. О. Патона — науково-дослідний інститут, заснований 1934 року в Києві.

## Історія
1948 року в Інституті електрозварювання під керівництвом Г. В. Раєвського було розроблено технологію виробництва негабаритних зварних листових конструкцій, в результаті якої було створено новий метод спорудження резервуарів — метод рулонування.
Найбільший в Україні і світі науково-технічний центр в галузі зварювання та спецелектрометалургії. У його складі дослідницько-конструкторське бюро, три дослідних заводи і експериментальне виробництво. Основні напрямки наукової діяльності: комплексні дослідження природи зварювання і паяння металевих і неметалевих матеріалів, створення на їхній основі технологічних процесів, матеріалів та обладнання; дослідження міцності та несучих властивостей зварних конструкцій і технології їх механізованого виробництва; розробка спец.електрометалургійних засобів отримання високоякісних сталей і сплавів, литих виробів і тонких покриттів з особливими властивостями.
Інститут — головна організація науково-технічного комплексу «Інститут електрозварювання ім. Є. О. Патона» НАН України, до складу якого входять конструкторсько-технологічне бюро, інженерно-технічні центри з високих технологій, дослідне виробництво по зварюванню й обробці вибухом, а також потужна виробнича база у вигляді трьох дослідних заводів (зварювального обладнання, зварювальних матеріалів і нових технологій), які здатні обробляти, виробляти й поставляти дослідні зразки й партії спеціального обладнання, зварювальних і присаджувальних матеріалів, зварних конструкцій і виробів.
За роки діяльності Інститутом одержано понад 6500 авторських свідоцтв, 2600 патентів України, Росії і далекого зарубіжжя, а також реалізовано понад 150 ліцензій у США, Німеччині, Японії, Росії, Швеції, Франції, Китаю, Індії тощо. Понад 60 найвидатніших розробок нагороджені Ленінськими та Державними преміями СРСР та України.
Головний корпус інституту знаходиться по вул. Казимира Малевича, 11. На фасаді одного з корпусів інституту (вул. Антоновича, 69) встановлено меморіальну дошку Є. О. Патону.

## Часописи
Результати досліджень вчених Інституту постійно публікуються в журналах «Автоматическая сварка», «Техническая диагностика и неразрушающий контроль», «Современная электрометаллургия». Крім того, Інститут видає журнал англійською мовою «The Paton Welding Journal», друкує монографії, довідники та іншу книжкову продукцію.

### «Автоматическая сварка»
«Автоматическая сварка» — науково-технічний і виробничий журнал, в якому висвітлюються теоретичні питання електричного зварювання металів і сплавів найновішими методами, а також питання конструювання та експлуатації різних електрозварювальних апаратів. Видається Інститутом з 1948 року в місті Києві, шість разів на рік. Виходить українською та англійською мовами. ISSN 0005-111X.
Головний редактор: Ігор Кривцун, академік НАН України, його заступник — доктор технічних наук Володимир Ліподаєв.

## Науковий потенціал

### Директори
У 1934–1953 рр. інститут очолював академік АН УРСР Євген Патон, з 1953 по 2020 роки очолював академік НАН України Борис Патон. З 2020 року директор інституту — академік НАН України Ігор Кривцун.

### Науковці
У всіх організаціях, установах та підприємствах Науково-технічного комплексу «Інститут електрозварювання ім. Є. О. Патона» НАН України працює понад 2500 осіб. Науковий потенціал складають близько 440 наукових співробітників, серед яких 8 академіків, 4 членів-кореспондентів, 74 докторів наук та понад 200 кандидатів наук.
- Арсенюк Валерій Васильович — провідний науковий співробітник, заступник директора з загальних питань (1982—2008).
- Асніс Аркадій Юхимович — завідувач відділу технології зварювання (1946—1950), завідувач відділу фізико-механічних досліджень зварювання конструкційних сталей (1966—1987).
- Асніс Юхим Аркадійович — завідувач лабораторії (1986—1993), завідувач відділу космічних технологій (1993—2020).
- Барановський Полікарп Павлович — науковий співробітник (1938—1944).
- Борисов Юрій Сергійович — завідувач відділу захисних покриттів (1985—2022).
- Буштедт Юрій Петрович — провідний науковий співробітник (1961—?)
- Григоренко Георгій Михайлович — завідувач відділу фізико-хімічних досліджень матеріалів (1984—2019)
- Даниленко Вячеслав Андрійович — науковий співробітник (1980—1985).
- Добрушин Леонід Давидович — завідувач відділу зварювання, різання та оброблення металів вибухом (2004—2015).
- Дятлов Володимир Іванович — завідувач відділу технологічного наплавлення (1939—1944).
- Заруба Ігор Іванович — провідний науковий співробітник, завідувач відділу джерел живлення (1962—1987).
- Іщенко Анатолій Якович — завідувач фізико-металургійних процесів зварювання легких металів і сплавів (1987—2013).
- Касаткін Борис Сергійович — завідувач відділу (1953—1993).
- Компан Ярослав Юрійович — завідувач відділу магнітної гідродинаміки електрошлакових процесів (1988—2009).
- Корнієнко Олександр Миколайович — завідувач відділу науково-технічної інформації (1981—1986) та лабораторії історично-ретроспективного аналізу (1987—1998).
- Кучук-Яценко Сергій Іванович — завідувач відділу зварювання тиском (1968—2020), заступник директора з наукової роботи (1985—2020).
- Лабур Тетяна Михайлівна — головна наукова співробітниця вiддiлу фiзико-металургiйних процесiв зварювання легких металiв і сплавiв.
- Лакомський Віктор Йосипович — завідувач відділу плазмових технологій (1979—1997).
- Лебедєв Олексій Володимирович — провідний науковий співробітник вiддiлу зварювання та споріднених технологій в медицині та екології (2002—2016).
- Макара Арсеній Мартинович — завідувач відділу зварювання високоміцних середньолегованих сталей в судно-, танко-, авіа- та ракетобудуванні (1949—1975), заступник директора з наукової роботи (1954—1970).
- Мартин Віктор Михайлович — науковий співробітник (1969—1972).
- Мовчан Борис Олексійович — завідувач відділу електронно-променевої технології (1960—1994).
- Нероденко Леоніла Михайлівна — наукова співробітниця (1959—2005).
- Нероденко Михайло Минович — завідувач відділу фізико-металургійних процесів зварювання та нанесення покриттів хімічно-активних і тугоплавких металів і їх сплавів (1983—1997).
- Патон Володимир Євгенович — науковий співробітник (1943—1987), заступник начальник дослідного конструкторсько-технологічного бюро.
- Підгаєцький Володимир Володимирович — завідувач відділу зварювальних матеріалів (1964—1987).
- Походня Ігор Костянтинович — завідувач вiддiлу фізико-металургійних проблем електрошлакових технологій (1962—2015).
- Рябов Володимир Рафаїлович — завідувач лабораторії.
- Севбо Платон Іванович — завідувач конструкторського відділу (1949—1970).
- Стовпченко Ганна Петрівна — провідна наукова співробітниця вiддiлу фізико-металургійних проблем електрошлакових технологій.
- Тимофєєв Борис Борисович — головний науковий співробітник (1986—2002).
- Тихоновський Олексій Лаврентійович — завідувач відділу металургійних процесів у вакуумі і техніки електронно-променевої плавки (1986—2007).
- Труфяков Володимир Іванович — завідувач відділу міцності зварних конструкцій (1963—2001).
- Худецький Ігор Юліанович — провідний науковий співробітник — керівник групи реконструктивно-відновлювальних технологій в охороні здоров'я.
- Чвертко Анатолій Іванович — директор Дослідного конструкторсько-технологічного бюро (1959—1986).
- Шеверницький В'ячеслав Вікторович — завідувач відділу міцності зварювальних конструкцій (1948—1963).
- Юзвенко Юрій Арсенійович — завідувач відділу наплавлювальних матеріалів та технологій наплавлення металів (1959—1981).
- Юрженко Максим Володимирович — завідувач вiддiлу зварювання пластмас (з 2014).
- Ющенко Костянтин Андрійович — заступник директора (1983-2020), академік НАНУ

## Галерея

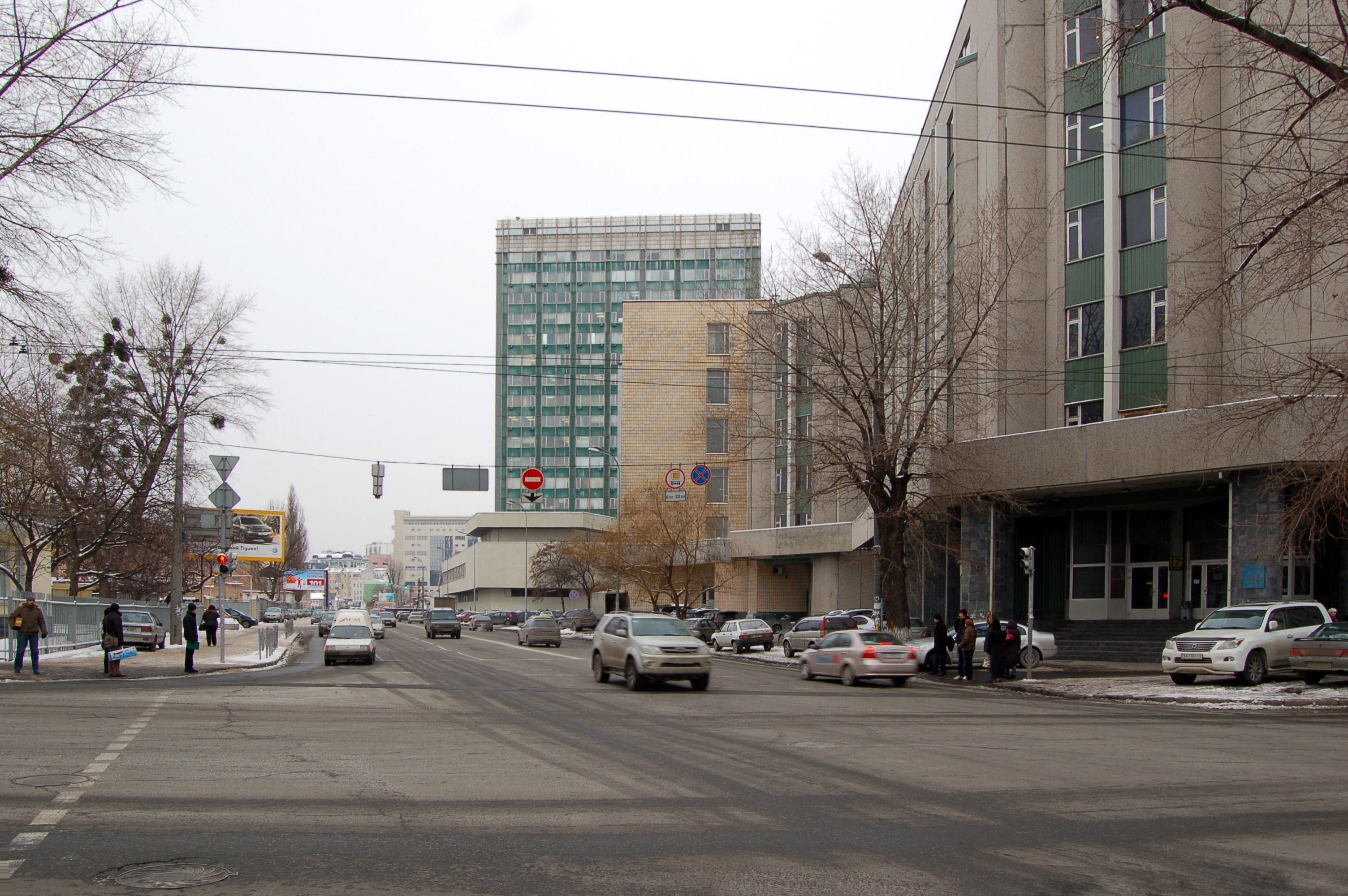
Головний адміністративний корпус інституту
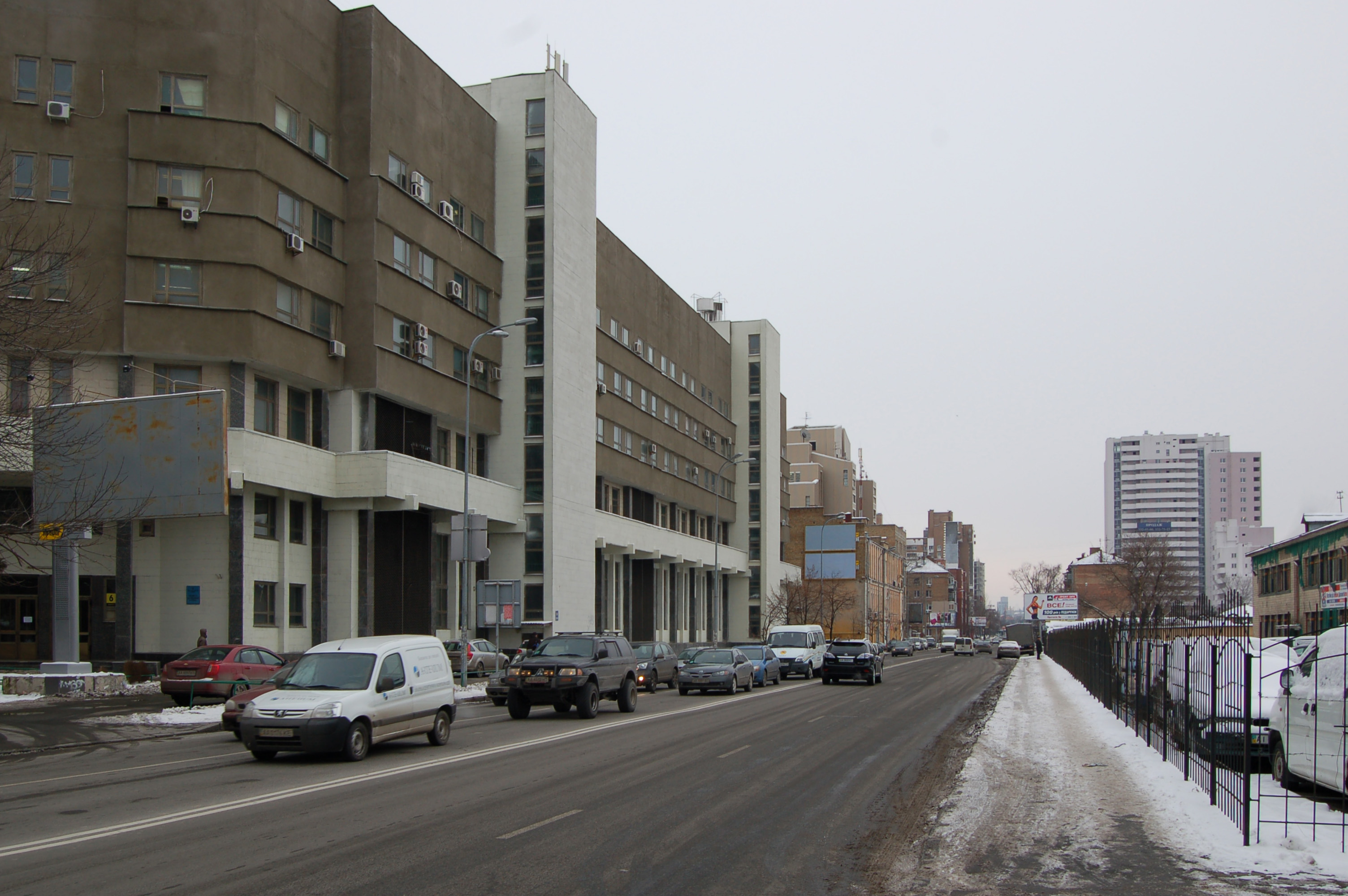
Один із корпусів інституту
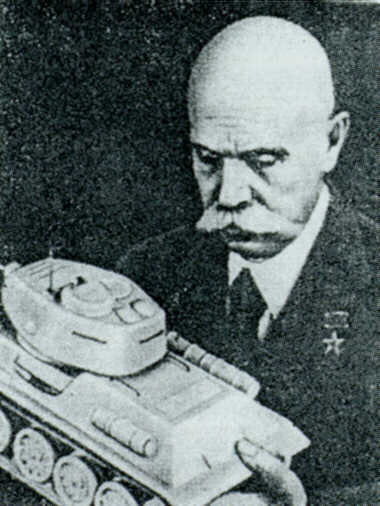
Засновник інституту — Євген Оскарович Патон
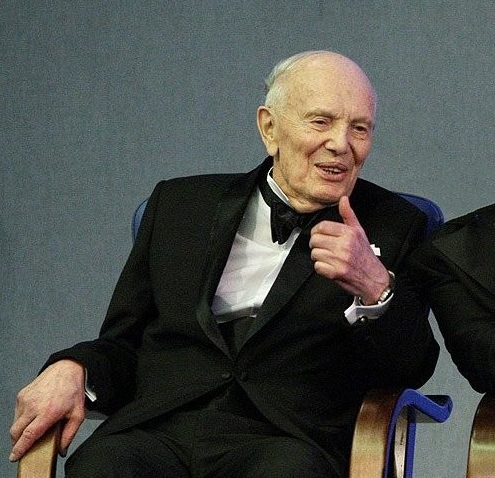
Борис Євгенович Патон очолював інститут майже 70 років